# 4074 Sharkov
4074 Sharkov è un asteroide della fascia principale. Scoperto nel 1981, presenta un'orbita caratterizzata da un semiasse maggiore pari a 3,0217717 UA e da un'eccentricità di 0,0408843, inclinata di 9,83230° rispetto all'eclittica.